# Kaczeniec (Łazy)
Kaczeniec – część wsi Łazy w Polsce, położona w województwie mazowieckim, w powiecie węgrowskim, w gminie Łochów.
Rozpościera się nad strugą na południowy wschód od Łaz.
W latach 1975–1998 miejscowość administracyjnie należała do województwa siedleckiego.